# Moldavie aux Jeux européens de 2015
La Moldavie était présente aux Jeux européens de 2015, la première édition des Jeux européens, organisée à Bakou, en Azerbaïdjan.

## Médailles
| Sport                   | Discipline                    | Athlète(s)          | Performance | Date    |
| Médaille d'or : 0       |                               |                     |             |         |
| Médaille d'argent : 1   |                               |                     |             |         |
| Lutte                   | Hommes - Libre moins de 86 kg | Piotr Ianulov       |             | 18 juin |
| Médailles de bronze : 2 |                               |                     |             |         |
| Lutte                   | Femmes - Libre moins de 75 kg | Svetlana Saenko     |             | 16 juin |
| Lutte                   | Hommes - Libre moins de 57 kg | Alexandru Chirtoaca |             | 17 juin |